# The Morning News
The Morning News était un quotidien français d'informations en langue anglaise lancé en 1882 à Paris par le journaliste Samuel S. Chamberlain, secrétaire du patron de presse new-yorkais James Gordon Bennett senior.

## Histoire
Un premier quotidien en langue anglaise basé à Paris, le Galignani Messenger avait été lancé au début du siècle et avait eu son heure de gloire en 1815 en donnant des détails de la bataille de Waterloo. En 1874, William Alonzo Hopkins (1841-1928), un expatrié du Vermont avait lancé une première gazette du nom de The Morning News, qui est ensuite rachetée par James Gordon Bennett senior, qui la confie à Samuel S. Chamberlain.
Le journal publie à partir de 1882 une édition quotidienne anglaise à Paris, pour les milieux d'affaires, qui a pour rédacteur en chef, Alfred Edwards, un journaliste français déjà expérimenté, fils d'un médecin anglais en poste en Orient. La plupart des autres journalistes sont américains ou anglais Parmi eux, l'américain A. Chester Ives et le directeur du journal Evening Telegram. Samuel S. Chamberlain va pour sa part travailler assez rapidement pour un autre patron de presse américain, William Randolph Hearst, qui lui confiera la direction du journal Examiner.
Le journal The Morning News lance à partir de février 1884 un autre titre quotidien, cette fois en français, Le Matin, conçu dès l'automne 1883 et qui se veut lui aussi centré sur l'actualité internationale, en recourant en particulier aux dépêches télégraphiques de l'agence de presse britannique Central News.
James Gordon Bennett senior créera, toujours à Paris mais le 3 septembre 1887, une édition européenne en anglais de son quotidien star, le New York Herald, basée au 3 rue du Coq-Héron. Celle-ci deviendra plus tard l'International Herald Tribune.